# Herăşti
Herăşti es una comuna ubicada en el distrito de Giurgiu, Rumania.

## Superficie
Cuenta con una superficie de 28,12 kilómetros cuadrados.

## Demografía
Hasta 2021 la población era de 2223 habitantes, con una densidad de población de 79,05 habitantes por kilómetro cuadrado.